# Chorol (Primorje)
Chorol (russisch Хоро́ль) ist ein Dorf (selo) in der Region Primorje (Russland) mit 9742 Einwohnern (Stand 1. Oktober 2021).

## Geographie
Der Ort liegt am südwestlichen Rand der Chankaniederung, knapp 150 km Luftlinie nördlich der Regionshauptstadt Wladiwostok und 20 km vom Südufer des Chankasees entfernt.
Chorol ist Verwaltungszentrum des nach ihm benannten Rajons Chorolski.

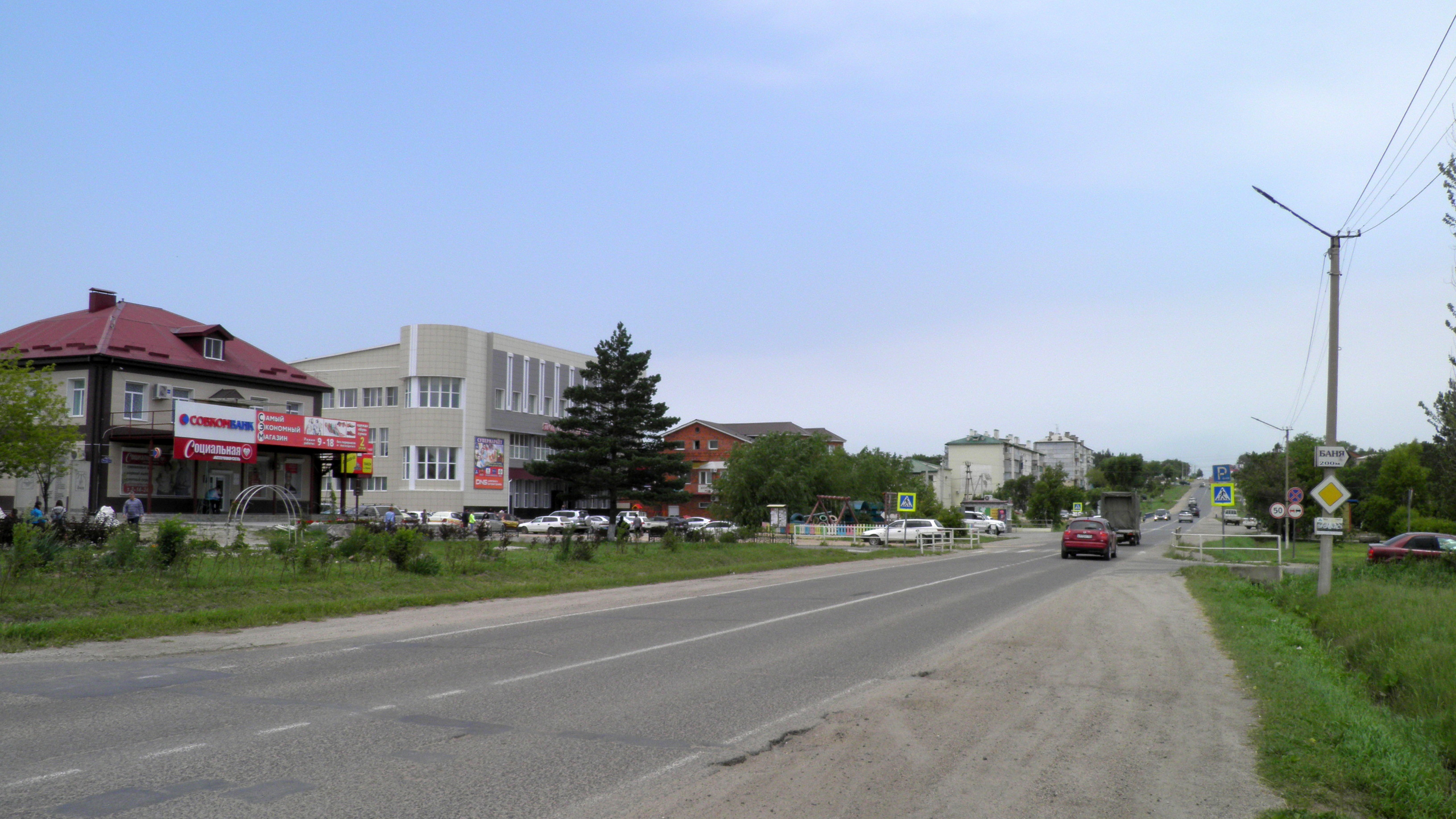
Durchgangsstraße des Ortes (Leninstraße)
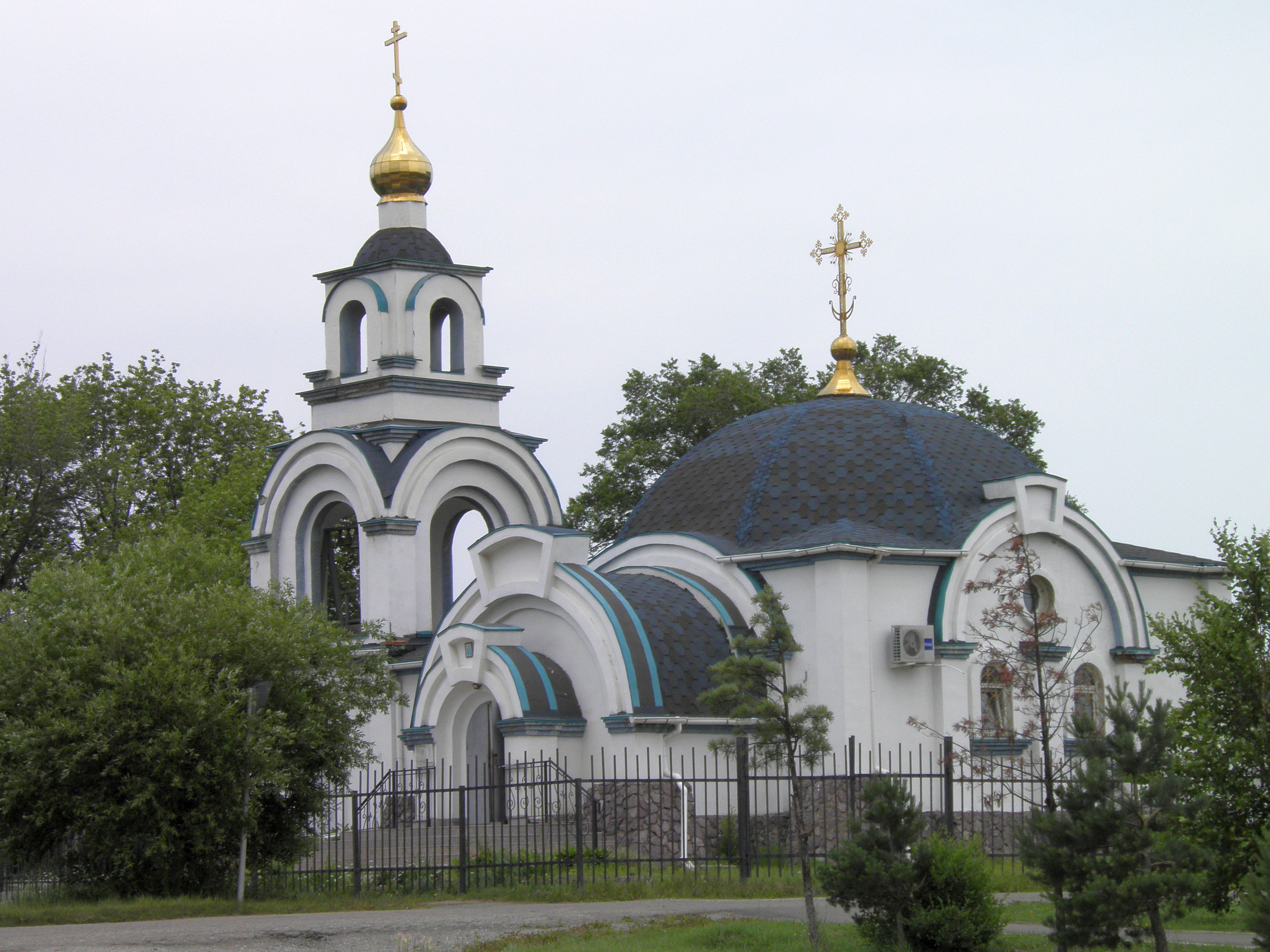
Kirche in der Perwomaiskaja-Straße
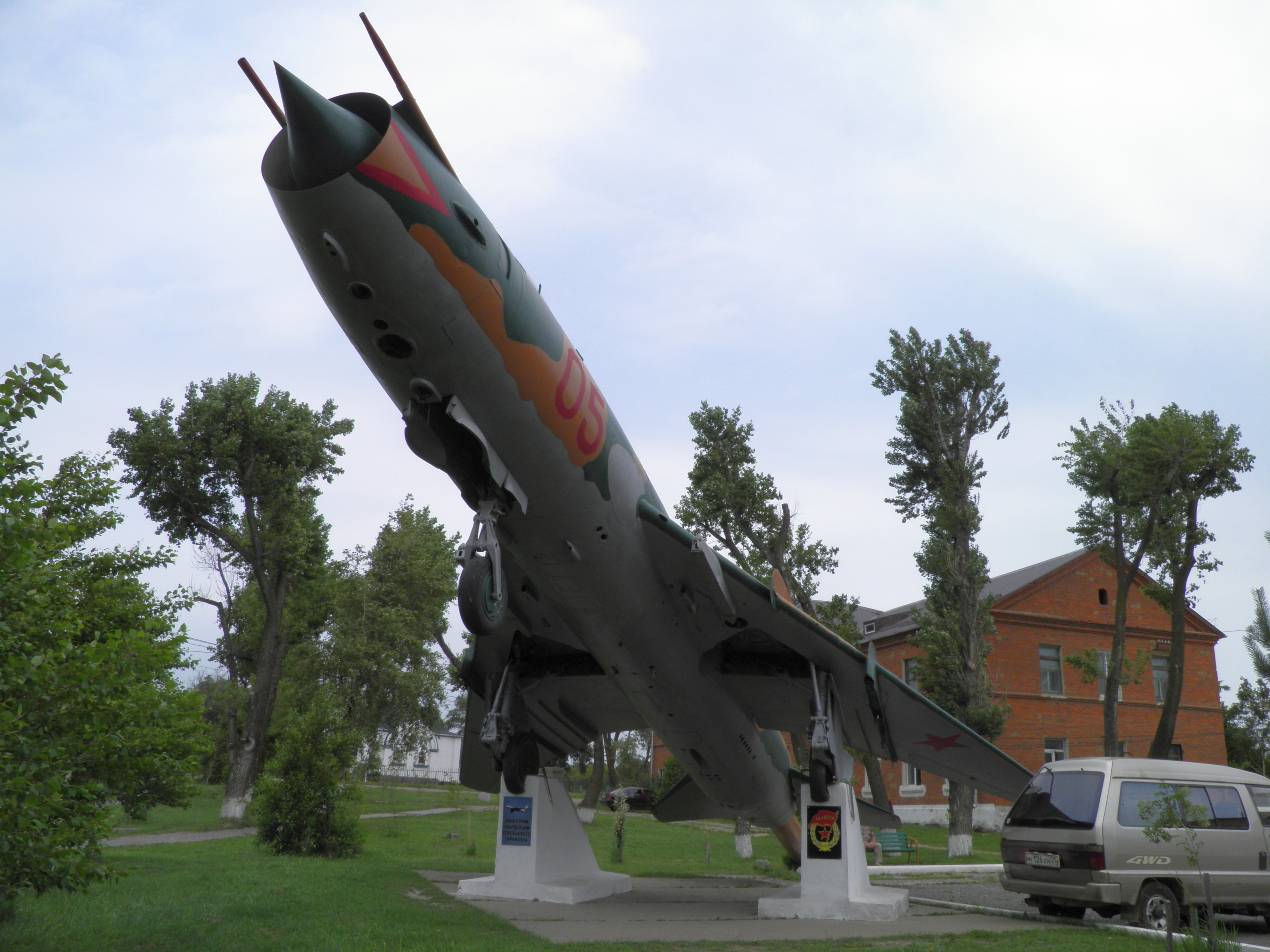
Jagdbomber Su-17M als Denkmal im Ortszentrum

## Geschichte
Der Ort wurde 1891 von Umsiedlern aus dem damaligen Gouvernement Poltawa (heute Ukraine) gegründet und wurde nach der
dortigen Stadt Chorol bzw. dem gleichnamigen Fluss Chorol benannt (im Ukrainischen und Russischen abweichende Schreibweise Хорол ohne End-ь).
Am 25. Januar 1935 wurde Chorol Verwaltungszentrum eines neu gegründeten Rajons.

### Bevölkerungsentwicklung
| Jahr | Einwohner |
| ---- | --------- |
| 1939 | 5.881     |
| 1959 | 7.688     |
| 1970 | 11.407    |
| 1979 | 12.402    |
| 1989 | 15.643    |
| 2002 | 11.519    |
| 2010 | 10.860    |
| 2021 | 9.742     |

Anmerkung: Volkszählungsdaten

## Wirtschaft und Infrastruktur
In Chorol als Zentrum eines Landwirtschaftsgebietes (Anbau von Getreide, Kartoffeln und Gemüse sowie Rinderhaltung) gibt es Betriebe der Lebensmittelindustrie (Großbäckerei und -molkerei, Brauerei).
Chorol liegt an der auf diesem Abschnitt 1933 eröffneten Eisenbahnstrecke von Sibirzewo (an der Transsibirischen Eisenbahn) nach Turi Rog am Nordwestufer des Chankasees (Stationsname Chorolsk; Streckenkilometer 42). Durch den Ort führt die Regionalstraße 05A-192, die von Michailowka bei Ussurijsk an der Fernstraße A370 Chabarowsk–Wladiwostok ebenfalls nach Turi Rog führt.
Unmittelbar nordöstlich des Ortes befand sich ein bedeutender Militärflugplatz, der jedoch seit den 1990er Jahren infolge der Umstrukturierung der Russischen Streitkräfte außer Betrieb ist. Er wurde beispielsweise vom 304. Selbständigen Aufklärerregiment der sowjetischen und russischen Seefliegerkräfte genutzt, das hier Flugzeuge der Seeaufklärerversion der Tupolew Tu-95 (auch Tu-142 genannt) stationiert hatte, sowie von verschiedenen Varianten von Tu-16-Bombern. Der Flugplatz sollte mit seiner 3700 m langen Start- und Landebahn zudem als östlicher Ausweichlandeplatz für die sowjetische Raumfähre Buran dienen.